# Список политических партий Габона
Данная страница является списком политических партий Габона.

## Парламентские партии
| Название | Название                                         | Официальное сокращение | Идеология                                   | Национальное собрание Габона |
| -------- | ------------------------------------------------ | ---------------------- | ------------------------------------------- | ---------------------------- |
|          | Габонская демократическая партия                 | PDG                    | Консерватизм, Правый популизм, Авторитаризм | 93 из 143                    |
|          | Демократы                                        | LD                     |                                             | 11 из 143                    |
|          | Восстановление Республиканских Ценностей         | RV                     |                                             | 6 из 143                     |
|          | Социал-Демократы Габона                          | SDG                    | Социал-демократия                           | 5 из 143                     |
|          | Собрание «Наследие и Современность»              | RHM                    |                                             | 5 из 143                     |
|          | Национальный Союз                                | UN                     |                                             | 2 из 143                     |
|          | Социал-Демократы Габона                          | PSD                    | Социал-демократия, Левоцентризм             | 2 из 143                     |
|          | Союз «За Новую Республику»                       | UPNR                   |                                             | 1 из 143                     |
|          | Союз «За Демократию и Социальную Интеграцию»/PDG | UDIS/PDG               |                                             | 1 из 143                     |
|          | Круг Либеральных Реформаторов                    | CLR                    |                                             | 1 из 143                     |
|          | Новая Демократия                                 | DN                     |                                             | 1 из 143                     |
|          | Республиканский Фронт Равенства                  | FER                    |                                             | 1 из 143                     |
|          | RV/PDG                                           | RV/PDG                 |                                             | 1 из 143                     |

### Другие партии
- Африканское Движение Развития[англ.] (Mouvement Africain de Développement)
- Общее Движение За Развитие[англ.] (Mouvement Commun pour le Développement)
- Африканский Форум Реконструкции[англ.] (Forum Africain pour la Réconstruction)
- Демократический и Республиканский Альянс[англ.] (Alliance Démocratique et Républicaine)
- Габонская Партия Прогресса (Parti gabonais du progrès)
- Габонская Социалистическая Партия[англ.] (Parti Socialiste Gabonais)
- Габонский Союз За Демократию и Развитие[англ.] (Union Gabonaise pour la Démocratie et le Développement)
- Jeunesse Gabonais[англ.], первая в истории партия Габона
- Движение За Национальное Восстановление[англ.] (Mouvement de Redressement National)
- Национальное Собрание Лесорубов - Демократическое[англ.] (Rassemblement national des bûcherons – Rassemblement pour le Gabon)
- Национальное собрание дровосеков — Собрание за Габон (Rassemblement des Démocrates)
- Собрание Демократов[англ.] (Rassemblement des Démocrates)
- Союз габонского народа (Union du Peuple Gabonais)